# Marcus von Galiläa
Marcus von Galiläa war ein christlicher Märtyrer und Heiliger. Der Legende zufolge soll er im 1. Jahrhundert als Missionar von Galiläa nach Italien gesandt worden sein, wo er in den Abruzzen Bischof im Gebiet der Marser geworden sein soll. Er soll unter Kaiser Domitian den Märtyrertod erlitten haben. Er wird als Heiliger verehrt; sein Gedenktag ist der 28. April.